# Tramvaje KPS série 18–21 (Ostrava)
Tramvaje série 18–21 byly typem dvounápravové obousměrné tramvaje klasické koncepce, která byla vyráběna podnikem Brünn-Königsfelder Maschinenfabrik Lederer&Porges (něm. Brno-Královopolská strojírna Lederer&Porges, dnes Královopolská, a. s.) pro Společnost místních moravských drah (zkráceně S.M.M.D.; dnes Dopravní podnik Ostrava, a. s.).

## Konstrukce
Šlo o poměrně lehké vozy – to znamená, že měly menší rozměry a nižší obsaditelnost než vozy dodané před nimi. Bočnice měly oplechovanou meziokenní část a částečně po okny a ve spodní části byla obložená dřevěnými peřejkami. Nátěr byl v tehdejší typické kombinaci – meziokenní část nesla vagónově zelený nátěr, podokenní část byla tmavě hnědá. V každé bočnici se nacházela šestice oken uchycených v dřevěných rámech, jež prosvětlovaly salón pro cestující. Salón pro cestující byl označen jako II. třída, která poskytovala 6 míst k sezení, plošiny byly označeny jako III. třída a poskytovaly 12 stálých míst k sezení, po sklopení čtyř sklopných sedadel na plošinách byl počet míst k sezení navýšen na 16. Na střeše se nacházel tzv. nástřešek, který umožňoval jeho větrání. Na nástřešku byl umístěný tyčový sběrač s kladkou. Střecha byla natřená šedou barvou.
Elektrická výzbroj byla od firmy A.E.G. Union, trakční motory byly typu GE 58 A o výkonu 28 kW. Odpory byly umístěny pod podlahou vozu. Kontroléry A.E.G. měly 5+4 jízdní stupně a 7 brzdových.

## Dodávky
V roce 1905 byly vyrobeny celkem 4 motorové vozy série 18–21.
| Současný stát | Město   | Článek | Výrobce  | Roky dodávek | Počet vozů | Evidenční čísla při dodání | Poznámky                      | Zdroj |
| ------------- | ------- | ------ | -------- | ------------ | ---------- | -------------------------- | ----------------------------- | ----- |
| Česko         | Ostrava | článek | KPS Brno | 1905         | 4 kusy     | 18–21                      | všechny nahrazeny v roce 1922 | [ 3 ] |

## Provoz
Vozy se v provozu příliš dlouho neudržely. Původně byly pořízeny za účelem posílení dopravy na trati do Svinova, krátce po jejich nasazení na tuto trasu bylo zjištěno, že mají příliš nízkou kapacitu a jejich velmi nízká hmotnost jim neprospívala při vyjíždění Hulváckého kopce, jenž měl sklon 77,3 ‰. Tyto důvody byly pravděpodobně i příčinou jejich poměrně brzkého vyřazení již v roce 1922, tedy po 18 letech. Vozy byly nahrazeny novou čtveřicí motorových vozů ev. č. 18II–21II. Ty z původních vozů převzaly jejich výzbroj, která prošla modernizací, kontroléry byly nahrazeny novými od firmy BBC typu P 4. Po vybrakování výzbrojí byly původní vozy sešrotovány. Do dnešních dnů se tak žádný nedochoval.